# Anthocharis lanceolata
Espèce
Anthocharis lanceolata est une espèce de papillons de la famille des Pieridae, de la sous-famille des Pierinae et du genre Anthocharis.

## Dénomination
Anthocharis lanceolata a été nommé par Hippolyte Lucas en 1862.

### Noms vernaculaires
Anthocharis lanceolata se nomme Gray Marble en anglais.

## Liste des sous-espèces
Selon BioLib (14 mars 2021) :
- sous-espèce Anthocharis lanceolata australis Grinnell, 1908
- sous-espèce Anthocharis lanceolata desertolimbus Emmel, Emmel & Mattoon, 1998
- sous-espèce Anthocharis lanceolata lanceolata Lucas, 1852

## Description
Anthocharis lanceolata est un papillon blanc de taille moyenne (d'une envergure de 38 à 50 mm). L'apex des ailes antérieures est marqué de marron.
Le revers des ailes postérieures est marqué de veines et marbrures marron clair.

### Chenille
La chenille est de couleur bleu pointillée de noir avec une ligne jaune sur chaque flanc.

## Biologie

### Période de vol et hivernation
Il hiverne dans sa chrysalide, au stade nymphal.

### Plantes hôtes
Les plantes-hôtes de sa chenille sont des Arabis.

## Écologie et distribution
Anthocharis lanceolata est présent en Amérique du Nord, sur la côte ouest, dans le sud de l'Oregon et en Californie jusqu'au Mexique,. Sa présence plus au nord à la frontière canadienne est à confirmer.

### Biotope
Il ne réside que dans les canyons des Montagnes Rocheuses.

### Protection
Pas de statut de protection particulier.